# Zenon Grocholewski
Zenon Grocholewski (Bródki, 11 de octubre de 1939 - Roma, 17 de julio de 2020) fue un cardenal polaco, prefecto emérito de la Congregación para la Educación Católica, y Gran Canciller de la Pontificia Universidad Gregoriana.

## Biografía
Fue ordenado sacerdote para la Arquidiócesis de Poznań el 27 de mayo de 1963. Trabajó durante tres años en la parroquia de Cristo Redentor en Poznań antes de obtener el doctorado en derecho canónico en la Pontificia Universidad Gregoriana de Roma.
De 1972 a 1999 trabajó en el Tribunal Supremo de la Signatura Apostólica en calidad de notario, canciller, secretario y prefecto. Durante este tiempo fue uno de los siete miembros de la comisión que estudió el proyecto de Código de Derecho Canónico de 1983 con el Papa, y fue profesor de Derecho Canónico en la Universidad Gregoriana y en la Lateranense y del Studio Rotale (Tribunal de la Rota Romana). Fue nombrado Obispo titular de Agropoli el 21 de diciembre de 1982 y el 6 de enero de 1983 recibió la ordenación episcopal. Fue promovido a arzobispo el 16 de diciembre de 1991.
El 15 de noviembre de 1999 fue nombrado prefecto de la Congregación para la Educación Católica.
Fue el Gran Canciller de la Pontificia Universidad Gregoriana hasta su fallecimiento en 2020.
Fue creado y proclamado cardenal por Juan Pablo II en el consistorio del 21 de febrero de 2001, con el título de San Nicola in Carcere (S. Nicolás en la prisión), Diaconía elevada pro hac vice a título presbiteral (21 de febrero de 2011).
Era miembro de:
- Congregaciones: para la Doctrina de la Fe, para los Obispos, para el Culto Divino y la Disciplina de los Sacramentos, para la Evangelización de los Pueblos
- Supremo Tribunal de la Signatura Apostólica
- Pontificio Consejo para los Textos Legislativos
- Consejo Especial para Oceanía de la Secretaría General del Sínodo de los Obispos.

Fue también Gran Canciller del Pontificio Instituto de Música Sacra.
Falleció el 17 de julio de 2020. Al día siguiente a las 11 horas tiene lugar el funeral en el altar de la Cátedra de la Basílica de San Pedro, presidido por el Cardenal Leonardo Sandri, vicedecano del Colegio Cardenalicio; al final de la Misa, el Papa Francisco preside el rito de la última commendatio y de la valedictio. Su cuerpo fue trasladado a Polonia y tras un segundo funeral, celebrado el 25 de julio a las 12 en la Catedral de Poznań por el Arzobispo Stanisław Gądecki, fue enterrado ahí.